# Trio Mandili
 (mai 2021).
La mise en forme du texte ne suit pas les recommandations de Wikipédia : il faut le « wikifier ».
Les points d'amélioration suivants sont les cas les plus fréquents. Le détail des points à revoir est peut-être précisé sur la page de discussion.
- Les titres sont pré-formatés par le logiciel. Ils ne sont ni en capitales, ni en gras.
- Le texte ne doit pas être écrit en capitales (les noms de famille non plus), ni en gras, ni en italique, ni en « petit »…
- Le gras n'est utilisé que pour surligner le titre de l'article dans l'introduction, une seule fois.
- L'italique est rarement utilisé : mots en langue étrangère, titres d'œuvres, noms de bateaux, etc.
- Les citations ne sont pas en italique mais en corps de texte normal. Elles sont entourées par des guillemets français : « et ».
- Les listes à puces sont à éviter, des paragraphes rédigés étant largement préférés. Les tableaux sont à réserver à la présentation de données structurées (résultats, etc.).
- Les appels de note de bas de page (petits chiffres en exposant, introduits par l'outil «  Source ») sont à placer entre la fin de phrase et le point final[comme ça].
- Les liens internes (vers d'autres articles de Wikipédia) sont à choisir avec parcimonie. Créez des liens vers des articles approfondissant le sujet. Les termes génériques sans rapport avec le sujet sont à éviter, ainsi que les répétitions de liens vers un même terme.
- Les liens externes sont à placer uniquement dans une section « Liens externes », à la fin de l'article. Ces liens sont à choisir avec parcimonie suivant les règles définies. Si un lien sert de source à l'article, son insertion dans le texte est à faire par les notes de bas de page.
- La présentation des références doit suivre les conventions bibliographiques. Il est recommandé d'utiliser les modèles {{Ouvrage}}, {{Chapitre}}, {{Article}}, {{Lien web}} et/ou {{Bibliographie}}. Le mode d'édition visuel peut mettre en forme automatiquement les références.
- Insérer une infobox (cadre d'informations à droite) n'est pas obligatoire pour parachever la mise en page.

Pour une aide détaillée, merci de consulter Aide:Wikification.
Si vous pensez que ces points ont été résolus, vous pouvez retirer ce bandeau et améliorer la mise en forme d'un autre article.
Le Trio Mandili (en géorgien ტრიო მანდილი) est un groupe musical géorgien né en 2014 lors de la publication en ligne de son premier clip vidéo. Les chanteuses du trio interprètent des chants polyphoniques traditionnels géorgiens en s'accompagnant d'un pandouri.

## Historique
Le nom Mandili (მანდილი en géorgien) correspond à un foulard porté par les femmes en Géorgie.
Le trio Mandili devient très rapidement populaire en Géorgie lors de la mise en ligne du clip vidéo en 2014, dans lequel les chanteuses interprètent une chanson folklorique géorgienne Apareka. Cette vidéo, mise en ligne, a recueilli plus de cinq millions de vues,.
En 2017, le groupe participe au concours géorgien pour l'Eurovision, où il termine 12e sur 25. 
Le trio Mandili est réprésenté par le label Edel Italia. 

## Membres du groupe
Le groupe est initialement constitué de Ana Tschintscharauli (ანა ჭინჭარაული), Tatja Mgeladse (თათია მგელაძე) et Schorena Ziskarauli (შორენა ცისკარაული).
Après plusieurs changements, le trio Mandili est composé depuis 2018 de Tatuli Mgeladze (თათული მგელაძე) au chant, Tako Tsiklauri (თაკო წიკლაური) au chant et Mariam Kurasbediani (მარიამ ქურასბედიანი) au chant et au pandouri.

## Prière pour la paix
En février 2022 et alors que l'invasion de l'Ukraine par la Russie en 2022 a déjà pris de l'ampleur, elles interprètent sur les réseaux une prière (Galoba) pour soutenir les citoyens ukrainiens qui souffrent chaque jour. Très rapidement ce chant cumule des centaines de milliers de vues alors que leur chaîne compte plus d'un million d'abonnés.
En avril 2022, elles lancent un programme nommé Mandili cares, qui consiste à collecter des fonds pour distribuer des biens de première nécessité aux Ukrainiens réfugiés en Pologne.

## Discographie
| Année | Titre      | Type          | Labels                                     |
| ----- | ---------- | ------------- | ------------------------------------------ |
| 2015  | With Love  | CD, album     | EL Italia                                  |
| 2016  | With Love  | LP, album, RE | Merlins Orr Records MN 1014LP Yr Allemagne |
| 2017  | Enguro     | CD, album     | EL Italia                                  |
| 2022  | Sakartvelo | CD, album     | EL Italia                                  |